# Zákopčie
Zákopčie (in ungherese Dombelve) è un comune della Slovacchia facente parte del distretto di Čadca, nella regione di Žilina.
Il villaggio fu citato per la prima volta in un documento storico nel 1662.

## Geografia
Il comune si trova ad un'altitudine di 516 metri ed ha una superficie di 29,631 km². La popolazione è di circa 1 760 abitanti.